# 1. Cellokonzert (Schostakowitsch)
Das Cellokonzert Nr. 1 Es-Dur op. 107 ist das erste Cellokonzert von Dmitri Dmitrijewitsch Schostakowitsch aus dem Jahr 1959. Er widmete es dem Cellisten Mstislaw Leopoldowitsch Rostropowitsch, der sein Schüler und ein guter Freund war.

## Entstehung und Uraufführung
Das Konzert entstand in einer Zeit, in der das Erbe von Josef Stalins Kulturbürokratie während der Tauwetter-Periode langsam überwunden wurde. Unter Stalin hatten bedeutende Teile von Schostakowitschs Kompositionen als „volksfremd und formalistisch“ gegolten. Das Konzert gilt als Teil der musikalischen Abrechnung Schostakowitschs mit Stalin. Am 4. Oktober 1959 wurde das Cellokonzert im Großen Saal der Leningrader Philharmonie durch Mstislaw Rostropowitsch mit den Leningrader Philharmonikern unter der Leitung von Jewgeni Mrawinski uraufgeführt.

## Struktur
Das Cellokonzert, das mit einer Variation des autobiographischen Motivs DSCH beginnt und im Folgenden immer wieder Bezug darauf nimmt, lebt von frischen Rhythmen, denen sich wechselnde Metren flexibel anpassen, die aber auch gelegentlich über das Metrum hinweggehen. Der Fluss der Musik entsteht durch die vielen Akzentverschiebungen.
Die treibenden Bewegungen und der tänzerische Übermut des ersten und dritten Satzes stehen der Melancholie des zweiten Satzes gegenüber. Dieser entfaltet zwei kantable Themen, auf die der dritte Satz noch einmal Bezug nimmt. Ein Sarabandenrhythmus und schlichte folkloristische Melodiebildungen mit vereinzelten Leierkastenklängen und flüchtigem Flageolett des Cellos geben diesem Satz jene berührende Eindringlichkeit, wie sie auch für andere Werke Schostakowitschs typisch ist. Ihr Effekt beruht unter anderem darauf, dass das Soloinstrument durch Flageolett die höheren Töne gegenüber den Diskantstreichern spielt. Der dritte Satz ist eine Kadenz oder ein „Monolog“ für das Solocello.
Der atemlose Schlusssatz ist von sprühender Virtuosität geprägt. Er greift auf das Hauptmotiv des ersten Satzes zurück. Zudem zitiert er das Lieblingslied Josef Stalins, „Suliko“.
Ähnlich seinem 1. Klavierkonzert ist der Solostimme ein weiteres Instrument, in diesem Fall ein Horn, mit verschiedenen Solopartien zur Seite gestellt. Eine besondere Stellung im Konzert nimmt zudem die Pauke ein, die als Widerpart der Cellostimme fungiert, immer wieder Brüche im melodischen und rhythmischen Ablauf erzeugt und in Kombination mit der Chromatik im vierten Satz einen bedrohlichen Charakter bekommt.

### Satzbezeichnungen
1. Allegretto
2. Moderato
3. Cadenza
4. Allegro con moto

### Besetzung und Spieldauer
Die Spieldauer ist in der Partitur mit 29 Minuten angegeben. Die Besetzung des Orchesters besteht aus kleiner Flöte und zwei Flöten, zwei Oboen, zwei B-Klarinetten, zwei Fagotten, Horn in F, Pauken, Celesta sowie der Streichergruppe (erste und zweite Violinen, Bratschen, Celli und Kontrabässe).

## Sonstiges
Im dritten Satz (Allegretto) von Schostakowitschs stark autobiographisch geprägtem und bekanntesten Streichquartett Nr. 8 klingt mehrfach das Hauptmotiv des Cellokonzerts an.